# Delaware County, Iowa
Delaware County är ett administrativt område i delstaten Iowa, USA, med 17 764 invånare. Den administrativa huvudorten (county seat) är Manchester.

## Geografi
Enligt United States Census Bureau har countyt en total area på 1 500 km². 1 497 km² av den arean är land och 3 km² är vatten.

### Angränsande countyn

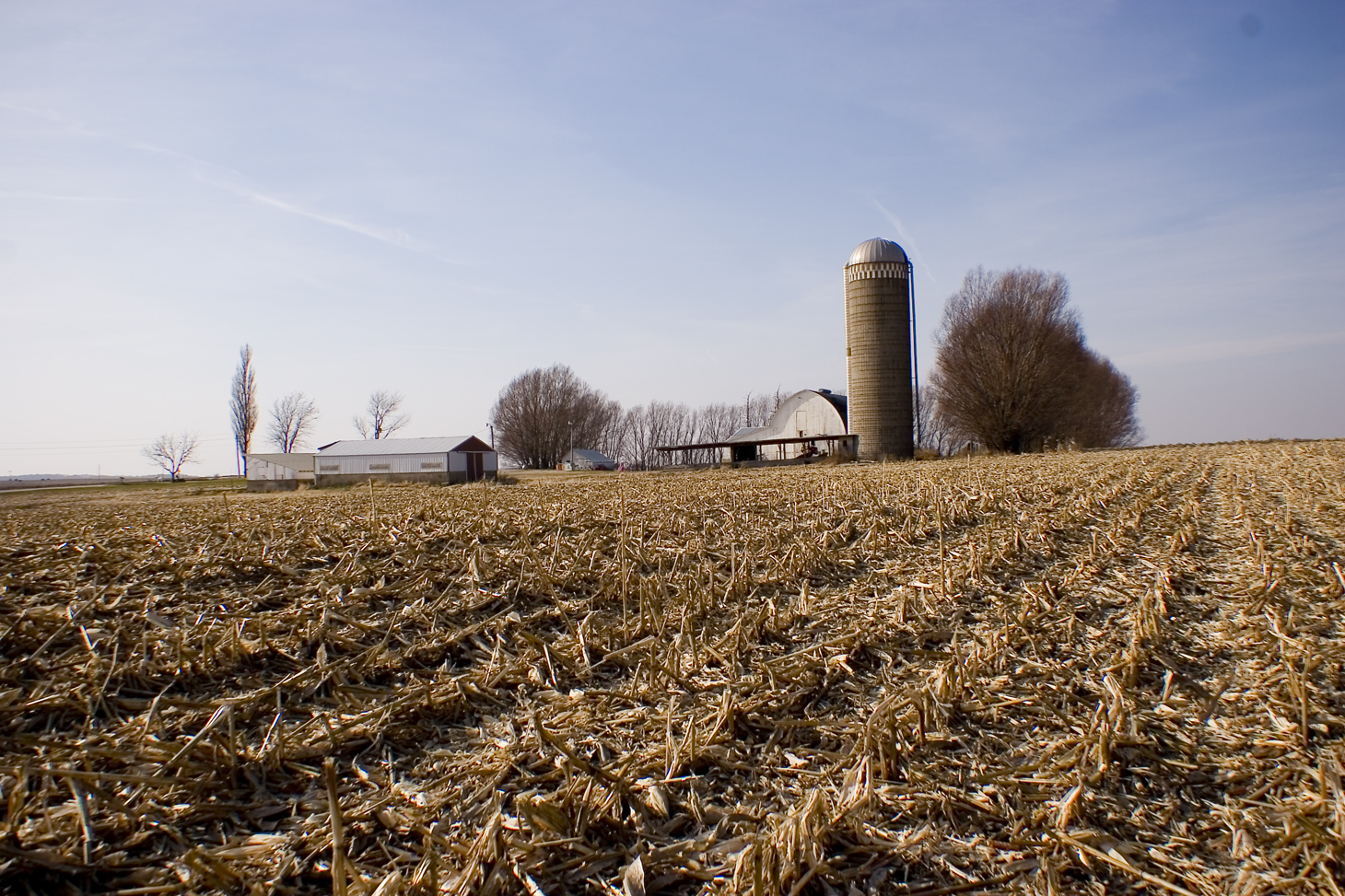
The Tony Dunlap Farm

- Buchanan County - väst
- Clayton County - nord
- Dubuque County - öst
- Fayette County - nordväst
- Jones County - sydost
- Linn County - sydväst